# HNLMS K X
Le HNLMS K X ou Zr.Ms. K X est un sous-marin de la classe K VIII en service dans la Koninklijke Marine (Marine royale néerlandaise) pendant la Seconde Guerre mondiale.

## Histoire
Le K X a été commandé par le ministère néerlandais des Colonies au chantier naval Koninklijke Maatschappij De Schelde à Flessingue le 27 juin 1917, mais n'a été mis à l'eau que le 1er novembre 1919, et finalement lancé le 2 mai 1923. Mis en service le 24 septembre 1923, il a navigué seul vers les Antilles néerlandaises à la fin de 1924.

### La Seconde Guerre mondiale
En février et mars 1941, les K X, K VIII et O 19 patrouillent dans le détroit de la Sonde alors qu'ils sont basés à Tanjung Priok, tandis que le croiseur lourd allemand Admiral Scheer coule la marine marchande alliée dans l'océan Indien.
Après avoir été réparé à Surabaya , le K X reprend du service le 8 décembre 1941 pour des tâches de défense locale après le début de la guerre avec le Japon. Le 25 décembre 1941, K X a navigué vers la mer des Célèbes après l'invasion japonaise des Philippines.
Le 8 janvier 1942, le K X arrive à Tarakan à Bornéo pour des réparations, quelques jours avant l'invasion japonaise. Le K X quitte le port le 10 janvier et, à la tombée de la nuit, observe une importante flotte de navires japonais au mouillage au large des côtes. Alors qu'il tente de se positionner en vue d'une attaque de torpilles, le sous-marin est repéré par un destroyer ennemi et est contraint de plonger. A court de batteries, avec un appareil à gouverner défectueux et un seul moteur diesel en fonctionnement, le sous-marin est retourné à Surabaya pour y être réparé.
Le K X reprend du service le 24 février pour patrouiller au large de Surabaya. Lors de l'invasion japonaise de Java, il est endommagé par des grenades sous-marines et doit rentrer au port. 
Le 2 mars 1942, le K X est sabordé à Surabaya pour éviter d'être capturé par les Japonais. 
Les équipages des K X, K IX et K XII ont été renvoyés en Angleterre pour faire partie de l'équipage du sous-marin Haai, alors en construction sous le nom de HMS Varne (P66), mais leur navire à passagers MV Abosso naviguant sans escorte est coulé par le U-boot allemand U-575 au nord des Açores le 29 octobre 1942, et seuls quatre des 34 hommes de la marine néerlandaise à bord ont survécu.
Le K X est renfloué par les Japonais pendant la guerre et utilisé comme navire pétrolier flottant. Récupéré par les Néerlandais après la guerre, il a été mis au rebut à Surabaya en 1946.

## Commandants
- Luitenant ter zee 2e klasse (Lt.) Baron Carel Wessel Theodorus van Boetzelaer du 9 décembre 1939 au 13 avril 1940
- Luitenant ter zee 2e klasse (Lt.) Baron Carel Wessel Theodorus van Boetzelaer du 14 octobre 1940 au 4 novembre 1940
- Luitenant ter zee 1er klasse (Lt.Cdr.) Adolf Hendrik Deketh du 14 février 1941 au 29 mars 1941
- Luitenant ter zee 1er klasse (Lt.Cdr.) Paulus Gijsbertus de Back du 8 décembre 1941 au 2 mars 1942